# Choerodon cyanodus
Choerodon cyanodus é uma espécie de peixe da família Labridae.
Pode ser encontrada nos seguintes países: Austrália, possivelmente Japão, Papua-Nova Guiné, possivelmente Nova Caledónia e possivelmente em Sri Lanka.
Os seus habitats naturais são: mar aberto, mar costeiro, pradarias aquáticas subtidais e recifes de coral.
Está ameaçada por perda de habitat.